# Stegonia mouretii
Stegonia mouretii là một loài Rêu trong họ Pottiaceae. Loài này được (Corb.) Broth. miêu tả khoa học đầu tiên năm 1924.